# Колвилл (пролив)
Колвилл (англ. Colville Channel) — один из трёх проливов, соединяющих залив Хаураки и Тихий океан (два других пролива — Крэдок и Джеллико). Находится к северо-востоку от Окленда. Пролив Колвилл разделяет острова Грейт-Барриер и Северный. Максимальная глубина в проливе — 120 м.
В проливе ведётся рыболовный промысел, а также промысел устриц.